# Falstone
Falstone – wieś w Anglii, w hrabstwie Northumberland. Leży nad rzeką North Tyne, ok. 1 km poniżej przegradzającej ją zapory wodnej Kielder, 58 km na północny zachód od miasta Newcastle upon Tyne i 436 km na północ od Londynu.